# The Fort Garry Horse
The Fort Garry Horse est un régiment de blindés des Forces armées canadiennes qui a pris part à des opérations de la bataille de Normandie lors de la Seconde Guerre mondiale.

## Historique
Durant la Seconde Guerre mondiale le régiment débarque le 6 juin 1944 sur la plage Nan Red (Juno Beach) en appui de la 8e Brigade d'Infanterie Canadienne;
Il participe, avec 48 chars Sherman, à l'opération Windsor.

## Hommages
- Une voie de Saint-Aubin-sur-Mer porte le nom de rue du Fort Garry Horse Régiment. Elle communique avec la rue du North Shore Régiment.
- Deux monuments ont été érigés à Saint-Aubin-sur Mer ; l'un d'eux dresse la liste des soldats du régiment tués le 6 juin 1944.